# Jean-Michel Cavalli
Pour les articles homonymes, voir Cavalli.
Jean-Michel Cavalli, né le 13 juillet 1957 à Propriano, est un joueur et entraîneur de football français. Son fils Johan Cavalli est footballeur professionnel.

## Biographie
Jean-Michel Cavalli est issu d'une famille de footballeurs professionnels. Son oncle, Jean Cavalli , a remporté la Coupe de France 1935 avec l'Olympique de Marseille, principalement en tant que joueur de rotation. Son fils est l'ancien footballeur professionnel Johan Cavalli, actuel directeur sportif de l'AC Ajaccio. Lorsque Jean-Michel a pris les rênes de l'équipe nationale corse en 2009, Johan était l'un des joueurs du XI de départ.
Jean-Michel Cavalli est connu pour avoir eu son fils dans son équipe professionnelle (à Nîmes, en équipe de Corse, et à Ajaccio), une situation anecdotique qu'ont connue également Cesare Maldini, Alain Giresse, Claude Puel et tant d'autres.
De 2009 à 2019 Jean-Michel Cavalli est sélectionneur de l'équipe de Corse, en plus de son emploi professionnel. Il s'agit d'une équipe non affiliée à la Fifa, au contraire de la sélection de Tahiti.
En octobre 2020, Jean-Michel Cavalli devient sélectionneur du Niger. Il quitte le poste à sa fin de contrat, trois ans plus tard,.
En janvier 2024, Cavalli devient l'entraîneur du Club Africain. le technicien français a signé un bail d’un an et demi,,,. Un moi après sa nomination, il est limogé.
En juin 2024, il retrouve un banc de touche au Kosovo et entraînera l'équipe du FC Pristina.

## Palmarès
- Vainqueur de la Coupe d'Arabie saoudite avec Al-Nassr Riyad (1994)
- Champion d’Arabie saoudite avec Al-Nassr Riyad (1994)